# Seljord (plaats)
Seljord is een plaats in de Noorse gemeente Seljord, provincie Telemark. Seljord telt 1260 inwoners (2007) en heeft een oppervlakte van 2,31 km².